# بيلي بيرد
بيلي بيرد (بالإنجليزية: Billy Baird)‏ (1876 بغلاسكو في المملكة المتحدة - ) هو لاعب كرة قدم بريطاني (وحمل سابقاً جنسية المملكة المتحدة لبريطانيا العظمى وأيرلندا) في مركز الهجوم. لعب مع ستوك سيتي ونادي غرينوك مورتون.